# 1819
Évszázadok: 18. század – 19. század – 20. század
Évtizedek: 1760-as évek – 1770-es évek – 1780-as évek – 1790-es évek – 1800-as évek – 1810-es évek – 1820-as évek – 1830-as évek – 1840-es évek – 1850-es évek – 1860-as évek
Évek: 1814 – 1815 – 1816 – 1817 –  1818 – 1819 – 1820 – 1821 – 1822 – 1823 – 1824

## Események

### Határozott dátumú események
- augusztus 7. – Simón Bolívar Boyacánál döntő vereséget mér a spanyolokra.[1]

### Határozatlan dátumú események
- az év folyamán – 
  - Először szeli át az Atlanti-óceánt gőzhajó, a Savannah.[2]
  - Az ún. Adams–Onis-szerződéssel az Amerikai Egyesült Államok 5 millió dollárért megszerzi a visszavonuló – de Mexikót akkor még megtartó – spanyoloktól a Florida fölötti ellenőrzést.[3]

## Az év témái

### 1819 a tudományban
- Johann Encke német csillagász kiszámítja a róla elnevezett Encke-üstökös keringési idejét.[4]

## Születések
- január 3. - Charles Piazzi Smyth skót csillagász († 1900)
- január 6. – Degré Alajos ügyvéd, a márciusi ifjak egyike († 1896)
- január 21. – Kruesz Krizosztom bencés pap, 1865–1885 között pannonhalmi főapát, pedagógus, az MTA tagja († 1885)[5]
- február 8. – John Ruskin angol esztéta († 1900)
- február 17. – Beöthy Zsigmond költő, író, bíró, jogtudós († 1896)
- március 8. – Berde Áron jogász, közgazdász († 1892)
- március 14. – Hollán Hugó katonatiszt († 1863)
- április 11. – Leiningen-Westerburg Károly honvéd tábornok, aradi vértanú († 1849)
- május 24.–Viktória brit királynő Nagy-Britannia és Írország királynője, India császárnője († 1901)
- május 31. – Walt Whitman amerikai költő († 1892)
- június 10. – Gustave Courbet francia festő († 1877)
- június 16. – Mednyánszky László honvéd őrnagy, a szabadságharc vértanúja († 1849)
- július 3. - Rehatsek Ede mérnök, matematikus, orientalista († 1891)
- július 10. – Pieter Bleeker holland orvos és ichthiológus († 1878)
- július 11. – Reguly Antal néprajzkutató, utazó, a magyarországi finnugrisztika egyik legelső, kiemelkedő képviselője († 1858)
- augusztus 18. – Konek Sándor statisztikus, jogtudós, az MTA tagja († 1882)
- augusztus 20. – Gorove István politikus, közgazdász († 1881)
- szeptember 18. – Léon Foucault francia fizikus († 1868)
- december 7. – Görgey Kornél honvéd alezredes († 1897)

## Halálozások
- január 8. – Valentin Vodnik, szlovén költő (* 1758)
- február 13. – Nagyváthy János, az első magyar nyelvű rendszeres mezőgazdasági munka szerzője (* 1755)
- március 19. – Fusz János, sváb nemzetiségű magyar zeneszerző és karnagy, zenei író (* 1777)
- március 23. – August von Kotzebue, német író, drámaíró (* 1761)
- április 2. – Festetics György gróf, a keszthelyi Georgikon alapítója (* 1755)
- április 23.  – Alexander C. Hanson, amerikai politikus, szenátor (* 1786)
- június 3. – Jacques Nicolas Billaud-Varenne, francia jakobinus politikus (* 1756)
- augusztus 19. – James Watt, skót feltaláló (* 1736)
- szeptember 12. – Gebhard Leberecht von Blücher, porosz vezértábornagy (Generalfeldmarschall), sikeres hadvezér, a napóleoni háborúkban a porosz haderő parancsnoka a Lipcsei Népek csatájában (1813) és waterlooi csatában (1815) (* 1742)
- november 22. – Baróti Szabó Dávid, magyar költő és nyelvújító, jezsuita, később világi pap és tanár (* 1739)